# Eduard von Capelle

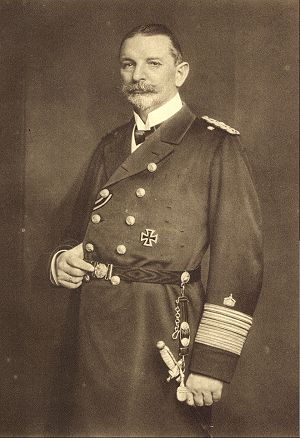
Eduard von Capelle (1916)

Eduard Carl Ernst Capelle, ab 1912 von Capelle (auch: Eduard Karl Ernst von Capelle; * 10. Oktober 1855 in Celle; † 23. Februar 1931 in Wiesbaden) war ein deutscher Admiral, Vertrauter Alfred von Tirpitz und Umsetzer der Tirpitzschen Flottenpolitik. Von 1916 bis 1918 Staatssekretär im Reichsmarineamt.

## Leben

### Herkunft
Eduard Capelle war der älteste Sohn des Fabrikbesitzers Eduard Capelle (1832–1897) und dessen Ehefrau Agnes Margarethe, geborene Meyer-Glimmann (1831–1903). Sein jüngerer Bruder war Hans Capelle (1864–1948), der spätere Direktor der Deutschen Seewarte mit Hauptsitz in Hamburg.

### Werdegang
Die Erziehung im Elternhaus folgte den Werten des evangelischen Glaubens. Nach dem Volksschulbesuch trat Eduard am 18. April 1872 als Kadett in die Kaiserliche Marine ein, absolvierte seine maritime Grundausbildung und wurde zunächst auf der Brigg Rover verwendet. Am 6. Oktober 1872 kam er dann an die Marineschule. Vom 17. April 1873 bis 31. Dezember 1876 war er in der Folge auf Hertha und Arcona. Capelle wurde dann bis 13. Oktober 1876 erneut an die Marineschule kommandiert, anschließend als Unterleutnant zur See (seit 15. Februar 1876) und Kompanieoffizier zur II. Matrosen-Division versetzt. An der Marineakademie studierte er von 1881 bis 1882 im I. Coetus und setzte dann 1882 bis 1883 das Studium im II. Coetus fort. In den Jahren von 1890 bis 1891 erfolgte seine Kommandierung zur deutschen Ostasien-Flotte.
Seit 1891 arbeitete Eduard Capelle im Reichsmarineamt und wurde ab 1. Dezember 1895 als Dezernent in der Militärischen Abteilung des Reichsmarineamtes eingesetzt. Auf Grund seiner außerordentlichen Fähigkeiten im Umgang mit Fonds, Etats und Finanzierungen wechselte er am 6. Mai 1898 in den Vorstand der Etatabteilung des Reichsmarineamtes. In diesen beiden genannten Aufgabenbereichen wurde er direkter Mitarbeiter und Vertrauter des Staatssekretärs Alfred von Tirpitz (1849–1930) und des Vorstandes des Nachrichtenbüros August von Heeringen (1855–1927). An der Seite von Tirpitz hatte er großen Anteil an der Konzipierung der deutschen Flottenpolitik vor der Jahrhundertwende, den Grundlinien der propagandistischen Beeinflussung von Politik und Öffentlichkeit in diesem Sinne sowie dem Aufbau der dazu notwendigen Institution im Reichsmarineamt, der dort angesiedelten Nachrichtenstelle. Hier erwies er sich als „Etatvirtuose“ bei der Beschaffung und Bereitstellung der für diesen Bereich erforderlichen Finanzausstattungen. Hauptziel war, in Vorbereitung der Flottengesetze und des Aufbaus der kaiserlichen Kriegsflotte, die Organisation einer intensiven Propagandaarbeit, um die bisherige Hauptblickrichtung vom kaiserlichen Heer auf die Marine zu lenken. So wurden seit der Gründung des Nachrichtenbüros 1897, dass von Tirpitz direkt unterstellt war, intensive Arbeit zur Beeinflussung der Tagespresse, zur Herstellung stabiler Netzwerke zu Verlagen, Pressebüros anderer Institutionen und nicht zuletzt zum Auswärtigen Amt sichergestellt. In kürzester Zeit war die Personalstärke des Nachrichtenbüros von ursprünglich 2 auf 5 Offiziere und wenige Hilfskräfte angewachsen. Im Vorfeld der Durchsetzung der Flottengesetze wurden Öffentlichkeitskampagnen gefahren, so kostete allein die Propagandaktion 1899/1900 im Vorfeld der Lesungen des Flottengesetzes im Reichstag rund 220.000 Mark. Dazu kam noch der Etat des extra dazu gegründeten Flottenvereins für das Jahr 1900 mit insgesamt 760.000 Mark.
Ab 8. Oktober 1900 war Eduard Capelle selbst Vorstand der Etatabteilung bis 8. Januar 1904 und wechselte dann auf den Posten des Direktors der Verwaltungsdepartement im Reichsmarineamt, den er bis 31. Oktober 1915 innehatte. In dieser Zeit wurde er am 7. Juli 1906 zum Konteradmiral befördert, am 5. September 1909 zum Vizeadmiral und schließlich am 12. April 1913 zum Admiral. Er war ab 30. Mai 1914 Unterstaatssekretär im Reichsmarineamt, als solcher weiterhin Vertrauter und nun direkter Assistent von Admiral von Tirpitz. Nach dessen erzwungenem Ausscheiden durch Druck des Reichskanzlers Theobald von Bethmann Hollweg (1856–1921) im März 1916, übernahm von Capelle das Amt von Tirpitz als Staatssekretär im Reichsmarineamt. Damit war er zugleich Bevollmächtigter im Bundesrat. Das Amt übte er bis kurz vor Ende des Ersten Weltkrieges aus. Er hatte es über lange Zeit geschafft, sich der hartnäckigen Forderung für einen „uneingeschränkten U-Bootkrieg“ zu entziehen. Nach der Amtsübernahme von Admiral Reinhard Scheer (1863–1928) als Chef der Seekriegsleitung jedoch und der damit vollzogenen de-facto-„Kaltstellung“ der bisherigen Rolle des Reichsmarineamtes legte Capelle am 5. Oktober 1918 sein Amt nieder und wurde zur Disposition sowie à la suite des Seeoffizierskorps gestellt.
Für seine Verdienste hatte ihn Kaiser Wilhelm II. am 21. Juni 1912 in den erblichen Adelsstand erhoben.

### Familie
Eduard Capelle hatte 1882 Agnes Margarethe Meyer-Glimmann (1864–1919) in Bielefeld geheiratet. Aus dieser Ehe gingen eine Tochter und ein Sohn hervor. Nach dem Tod seiner ersten Ehefrau heiratete er 1923 erneut, dieses Mal in Baden-Baden. Seine 2. Ehefrau war Luise Kruge, geborene Minlos
Am 23. Februar 1931 verstarb Eduard von Capelle in Wiesbaden.

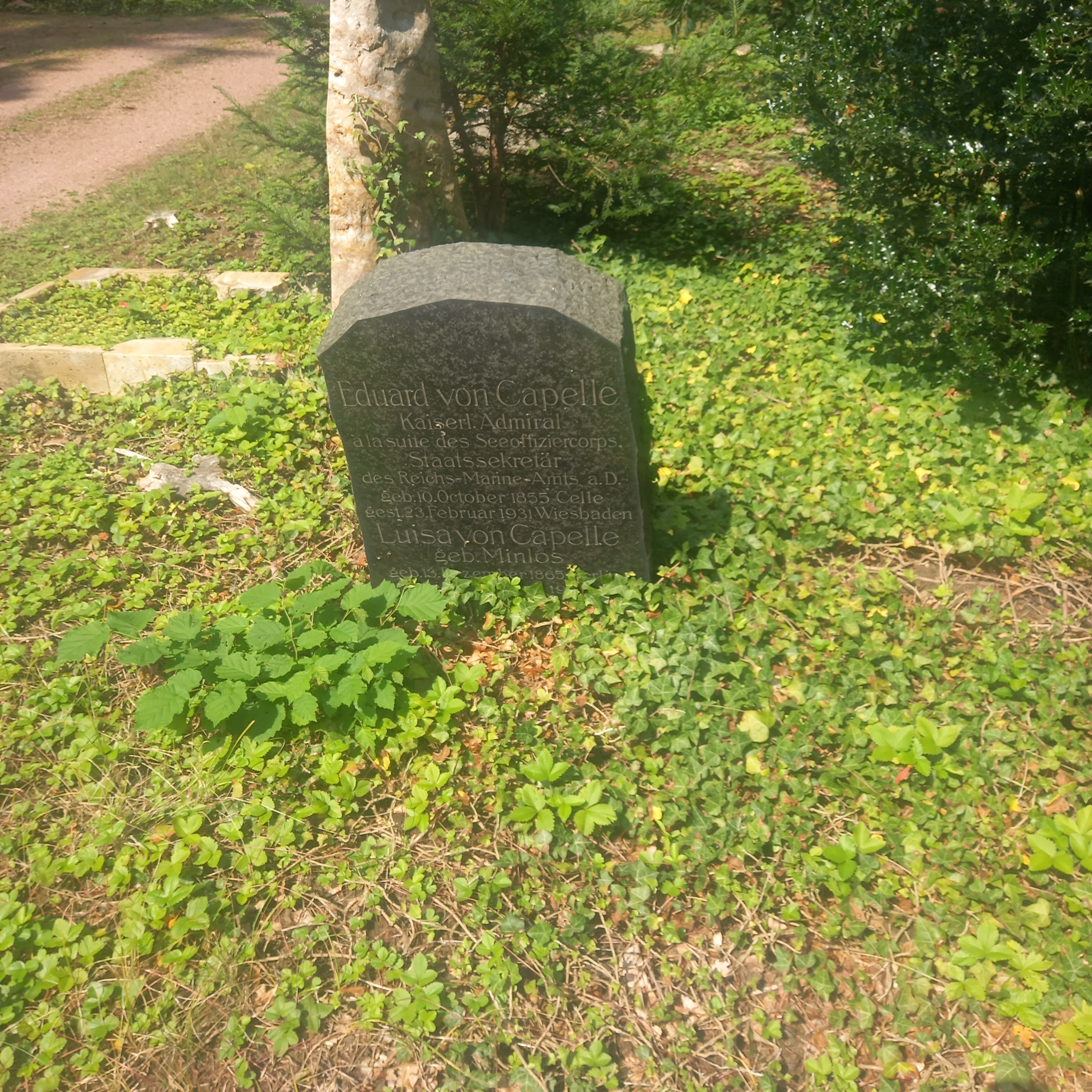
Das Grab von Eduard von Capelle und seiner Ehefrau Luisa (Luise) geborene Minlos auf dem Südfriedhof (Wiesbaden)

## Auszeichnungen
- Roter Adlerorden I. Klasse mit Eichenlaub und Schwertern[10]
- Kronenorden I. Klasse[10]
- Pour le Mérite[10] am 9. Januar 1918
- Ritterkreuz des Königlichen Hausordens von Hohenzollern[10]
- Eisernes Kreuz (1914) II. und I. Klasse[10]
- Preußisches Dienstauszeichnungskreuz[10]
- Bayerischer Militärverdienstorden I. Klasse mit Schwertern[10]
- Hanseatenkreuz Bremen, Hamburg und Lübeck[10]
- Komtur II. Klasse des Hessischen Philipps-Ordens[10]
- Komtur des Greifenordens[10]
- Ehrengroßkreuz des Oldenburgischen Haus- und Verdienstordens des Herzogs Peter Friedrich Ludwig[10]
- Friedrich-August-Kreuz I. Klasse[10]
- Großkreuz des Albrechts-Ordens mit goldenem Stern und Schwertern[10]